# Смикавець голий
Смикавець голий (Cyperus glaber) — вид трав'янистих рослин з родини осокові (Cyperaceae), поширений у південній і південно-східній Європі й на схід до Казахстану й Пакистану.

## Опис
Однорічна рослина 20–60 см. Листки 3–5 мм шириною. Суцвіття зонтикоподібне, 6–8-променеве. Тичинок 2–3. Горішок яйцюватий, ≈ 1.5 мм довжиною. Колоски 10-15 мм довжиною, широкі; покривні луски їх із гострим кінцем і ясними бічними жилками.

## Поширення
Поширений у південній і південно-східній Європі й на схід до Казахстану й Пакистану; інтродукований до Іспанії, ПАР, Бангладеш.
Населяє русла річок і вологі поля.
В Україні вид зростає у вологих мулисто-піщаних місцях, іноді трохи солончакуватих — на півдні Степу, в Криму (на ПБК і в ок. ст. Бельбек, ок. м. Бахчисарая, в передгір'ях), зрідка.